# Sökandet efter det drömda Kadath
Sökandet efter det drömda Kadath (originaltitel "The Dream-Quest of Unknown Kadath") är en kortroman eller långnovell av skräckförfattaren H. P. Lovecraft.
Berättelsen skrevs 1926 och ingår i H. P. Lovecrafts Drömcykel. Verket, som är den längsta av författarens "drömberättelser", handlar om Randolph Carter och utspelar sig i en noggrant genomtänkt drömvärld. Det är en episk berättelse om Carters drömmar där skräck och fantasy kombineras.
Berättelsen gavs ut av bokförlaget Arkham House 1939. "Sökandet efter det drömda Kadath" kom 2004 i svensk översättning av Jens Heimdahl och Rickard Berghorn, och idag ges den ut i Sverige av Aleph Bokförlag. Den ingår även i samlingen Sarnaths undergång och andra noveller översatt av Charlotte Hjukström, som publicerades 2011 av Bokförlaget Bakhåll.